# Send My Love to the Dancefloor, I'll See You in Hell (Hey Mister DJ)
Send My Love to the Dancefloor, I'll See You in Hell (Hey Mister DJ) är den andra spåret och tredje singeln från Cobra Starships debutalbum, While the City Sleeps, We Rule the Streets (2006).